# Chet Powers
Chester William 'Chet' Powers jr. (Danbury (Connecticut), 7 oktober 1937 – Santa Rosa (Californië), 16 november 1994) was een Amerikaans singer-songwriter en een van de leadzangers van de rockband Quicksilver Messenger Service. Hij stond ook bekend onder de artiestennaam Dino Valenti (alternatief weergegeven als Dino Valente) en als songwriter Jesse Oris Farrow. Hij is het best bekend voor het schrijven van het ultieme folklied Get Together uit de jaren 1960.

## Biografie
Voordat Powers in de United States Air Force diende en in de koffiehuizen van Boston en Provincetown speelde, trad hij al op als Dino Valenti met kleine rockbands in lounges in New England.
Begin jaren 1960 trad hij op in koffiehuizen zoals de Cock 'n' Bull en het Cafe Wha? in Greenwich Village en North Beach, op het hoogtepunt van de heropleving van de Amerikaanse folkmuziek, vaak met collega-singer-songwriter Fred Neil en soms met Karen Dalton, Bob Dylan, Lou Gossett, Josh White, Len Chandler, Paul Stookey, David Crosby en anderen. Hij beïnvloedde andere artiesten, met name Richie Havens, die enkele van de vroege 'treinsongs' van Powers bleef uitvoeren. Vanwege een eerdere arrestatie kon Powers geen cabaretvergunning krijgen, een eis die destijds aan Village-entertainers werd opgelegd.
Tegen 1963 verhuisde Valenti/Powers naar Los Angeles, waar veel beroemdheden in de op handen zijnde folkrockbeweging zich al begonnen te verenigen. Tijdens deze periode schreef en maakte hij Let's Get Together populair. Het nummer werd vaak gecoverd als Get Together en werd gedurende het hele decennium uitgevoerd door een verscheidenheid aan bands, waaronder The Kingston Trio, We Five, The Dave Clark Five, HP Lovecraft, Jefferson Airplane en in het bijzonder The Youngbloods, wier vertolking uit 1967 een hoogtepunt bereikte op nummer 5 en een RIAA-goudcertificatie behaalde in de Verenigde Staten na de heruitgave van 1969 (mede ingegeven door de Nationale Raad van Christenen en Joden die het lied als thema gebruikten in televisie- en radiocommercials). 
Valenti/Powers keerde toen terug naar de San Francisco Bay Area, waar hij opnam voor Autumn Records (een acetaat van deze sessies bevindt zich in het bezit van een Quicksilver-verzamelaar), hoewel er nooit een album werd uitgegeven. Hij was bevriend met Roger McGuinn in Los Angeles en er wordt gezegd dat drummer Michael Clarke in een band speelde met Valenti/Powers in Big Sur, voordat hij bij McGuinn in The Byrds kwam. Er wordt gezegd dat hij had gespeeld in een vroege (zij het niet aangewezen) bezetting van de psychedelische rockband Quicksilver Messenger Service uit San Francisco, toen John Cipollina, David Freiberg en Jim Murray in 1964 allemaal bij zijn begeleidingsband kwamen.
De carrière van Powers werd verwoest door verschillende drugsdelicten. Na een arrestatie voor het bezit van marihuana werd hij opnieuw doorzocht door de politie (die meer marihuana en amfetamine vond in zijn appartement), in afwachting van zijn proces. Hij kreeg een gevangenisstraf van één tot tien jaar, gedeeltelijk uitgezeten in de Folsom State Prison. Om geld in te zamelen voor zijn verdediging, verkocht hij de publicatierechten voor Get Together aan Frank Werber, de manager van The Kingston Trio.
Na het uitzitten van zijn straf tekende Valenti/Powers als solo-artiest bij Epic Records van CBS en bracht hij in 1968 een gelijknamig album uit onder een variatie van zijn pseudoniem Dino Valente. Kort daarna was hij van 10-12 oktober 1968 de openingsact van Jimi Hendrix in de Winterland Ballroom in San Francisco, waar hij zijn werk aan een breder publiek liet zien.
Hij reisde met Gary Duncan van Quicksilver in januari 1969 naar New York om de nieuwe band The Outlaws te formeren, kort voordat Quicksilvers bekende album Happy Trails in maart verscheen. Terwijl Valenti/Powers en Duncan in New York waren, trad de Britse toetsenist Nicky Hopkins toe tot Quicksilver voor hun derde album Shady Grove (december 1969).
Naarmate 1969 vorderde, kwamen The Outlaws op niets uit, hetgeen uiteindelijk leidde tot het herstel van Duncan en Valenti/Powers die formeel toetraden tot Quicksilver tijdens het oudejaarsconcert van de band. Acht van de negen nummers op het volgende album van de band, waaronder Just for Love (augustus 1970), zijn geschreven door Valenti/Powers, zes daarvan onder het pseudoniem Jesse Oris Farrow, waaronder de single Fresh Air, een gematigde Amerikaanse hit die piekte op nummer 49 in november 1970. Hij bleef de belangrijkste songwriter op hun volgende album What About Me? (december 1970). Het door Valenti/Powers geschreven titelnummer schraapte de Billboard Hot 100 in maart 1971 en piekte op nummer 100.
Na het vertrek van Cippolina en Freiberg (die veroordeeld waren voor het bezit van marihuana), bracht de band vervolgens Quicksilver (1971) en Comin 'Thru (1972) uit, terwijl verschillende bezettingen met Valenti/Powers (altijd inclusief Duncan en drummer Greg Elmore) doorgingen om onregelmatig te toeren in 1974. De bezetting van 1969-1971 (waarbij Hopkins alleen bijdroeg als sessiemuzikant op geselecteerde nummers) werd kort herenigd in 1975 voor Solid Silver en een promotietournee Het langverwachte album bereikte echter alleen nummer 89 in de Verenigde Staten. Hoewel Freiberg (destijds multi-instrumentalist bij Jefferson Starship) en Cippolina al snel vertrokken, bleef een selectie van de band, waaronder Valenti/Powers, Duncan en Elmore opnieuw toeren door 1979.
Powers onderging eind jaren 1980 een operatie voor een cerebrale arterioveneuze malformatie (CAVM). Ondanks het lijden aan kortetermijngeheugenverlies en de effecten van anti-convulsieve medicijnen, bleef hij liedjes schrijven en spelen met bevriende Marin County-muzikanten. Zijn laatste grote optreden was een benefiet in de Great American Music Hall in San Francisco.

## Overlijden
Chet Powers overleed plotseling in november 1994 op 57-jarige leeftijd.

## Discografie

### Solo
- 1964: Don't Let It Down / Birdses (Elektra Records)
- 2013: Dino Valente (Epic Records) heruitgebracht in mono op vinyl door Tompkins Square
- 2007: Get Together (ItsAboutMusic.com)

### Quicksilver Messenger Service
Zie Quicksilver Messenger Service
- Bibsys: 8082636
- Biblioteca Nacional de España: XX921639
- International Standard Name Identifier: 0000 0000 5767 5915
- MusicBrainz: 25f77ccf-c5f8-4130-a232-8650b57da4ad
- Virtual International Authority File: 79951507
- WorldCat: E39PBJmp83cH9FkbXCbwH3xdQq